# Fraxinus americana
Fraxinus americana (freixe blanc, freixe blanc d'Amèrica, freixe d'Amèrica) és una de les espècies més conegudes del gènere Fraxinus, de fins a 35 m d'alçària. És nativa de l'est de Nord-amèrica, podent ser trobada en boscos mesòfils des de Quebec fins al nord de Florida.

## Descripció

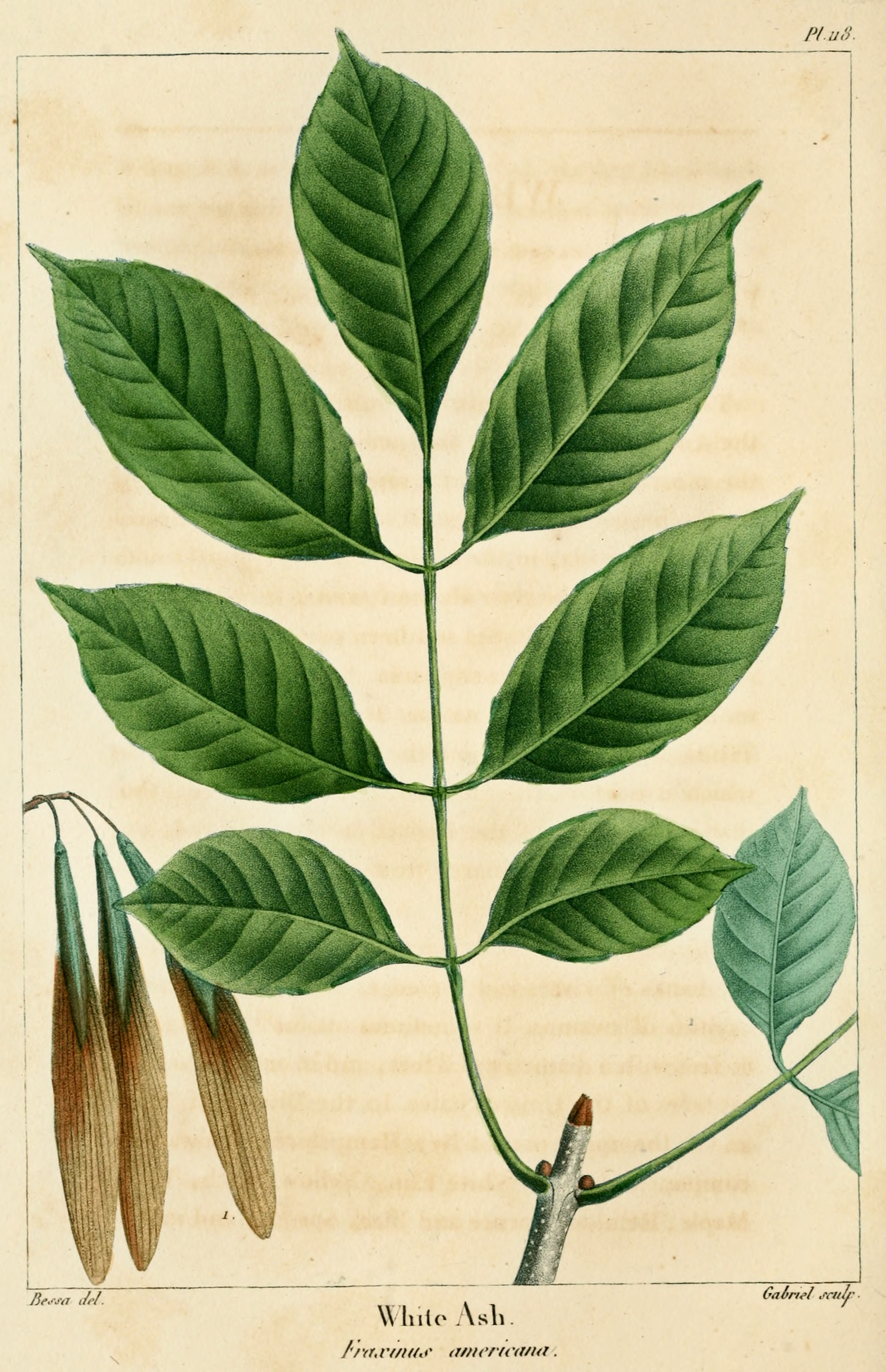
Il·lustració

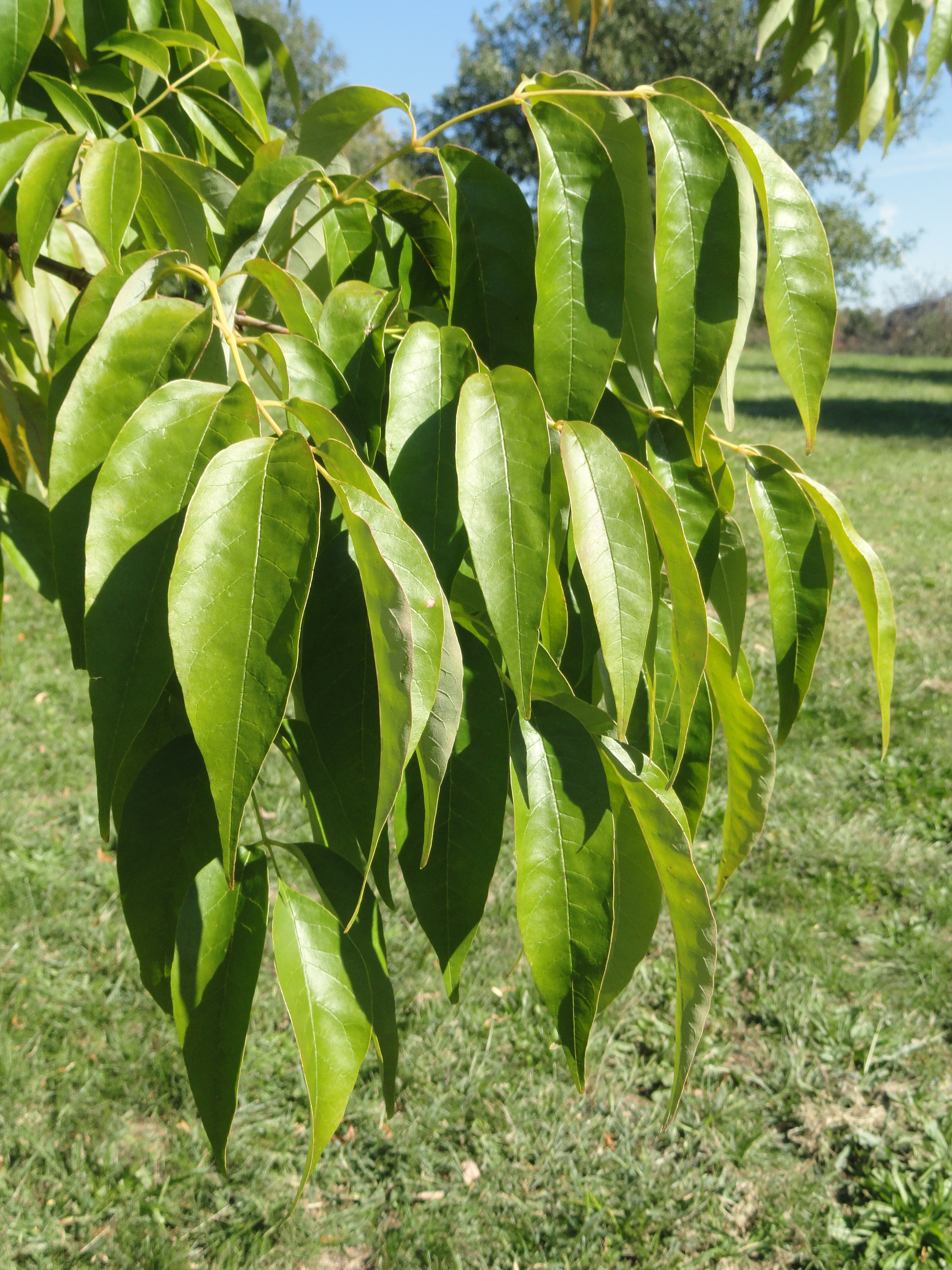
Fulles

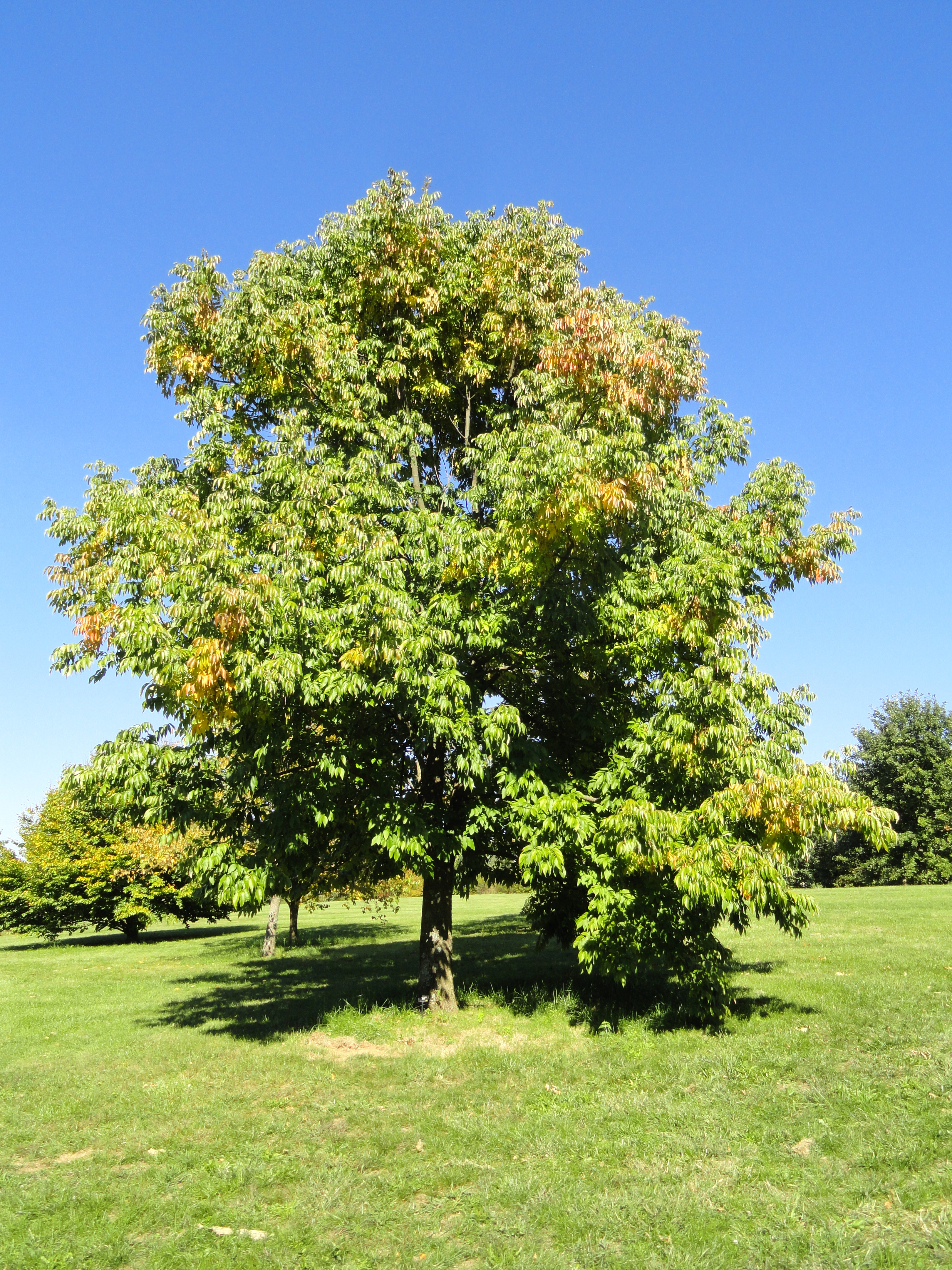
Vista de l'arbre

La fusta és clara, forta, granosa. Les fulles tenen de 2 a 3 cm de longitud, pinnaticompostes amb 7 (ocasionalment 5 o 9) folíols, de 6 a 13 cm de longitud. Es tornen groguenques, vermelles o porpres a la tardor. Les cultivars que tenen molt marcat el color de la tardor són Autumn Applause i Autumn Purple.
Aquest arbre és decidu, amb sexes separats. La floració succeeix a la primavera després de 30 a 55 dies segons el grau de creixement. El fruit és una sàmara de 3 a 5 cm de longitud, la llavor mesura d'1,5 a 2 cm amb una ala marró pàl·lid d'1,5 a 3 cm de longitud, i pot ser arrossegat pel vent a bona distància. La vida d'aquests arbres és d'uns 100 anys. És una bona fusta per bats de beisbol i per a eines de mà.
Aquesta espècie és molt similar en aparença a Fraxinus pennsylvanica, amb identificació difícil. El revers de les fulles del Fraxinus americana és més brillant que el feix, mentre que Fraxinus pennsylvanica té les fulles exactament iguals amunt i avall. Alhora, cada espècie ocupa diferents nínxols ecològics: F. americana de zones altes humides i F. pennsylvanica a boscos humits i inundables, tot i que solen superposar-se en la distribució.

## Propietats
Les arrels s'usen com a astringent, tònic, sudorífic, diürètic, purgant i emmenagog. Les llavors s'han fet servir per a l'obesitat.

## Taxonomia
Fraxinus americana va ser descrita per Linné i publicada a Species Plantarum 2: 1057. 1753.

### Etimologia
- Fraxinus: nom genèric que és el nom en llatí d'aquest gènere.[3]
- americana: epítet geogràfic que fa al·lusió a la seva localització a Amèrica.

### Sinonímia
- Fraxinus biltmoreana Beadle
- Fraxinus americana var. biltmoreana (Beadle) J. Wright ex Fernald
- Fraxinus americana var. crassifolia Sarg.
- Fraxinus americana var. curtissii (Vasey) Small
- Fraxinus americana var. juglandifolia (Lam.) Rehder
- Fraxinus americana var. microcarpa A. Gray[4]